# Rosoliwci
Rosoliwci (ukr. Росолівці, hist. pol. Rosołowce) – wieś na Ukrainie, w obwodzie chmielnickim, w rejonie chmielnickim, w hromadzie Starokonstantynów. W 2015 liczyła 761 mieszkańców.
Znajduje tu się przystanek kolejowy Rosoliwci, położony na linii Szepetówka – Chmielnicki.

## Historia
W XIX i w początkach XX w. Rosołowce położone były w Rosji, w guberni wołyńskiej, w powiecie starokonstantynowskim.
Po I wojnie światowej pod administracją polską, w Zarządzie Cywilnym Ziem Wołynia i Frontu Podolskiego, w okręgu wołyńskim, w powiecie starokonstantynowskim.
W wyniku postanowień traktatu ryskiego znalazły się w granicach Związku Sowieckiego. Od 1991 w niepodległej Ukrainie.